# Al Mayadin
Al Mayadin (em árabe: الميادين; em português: "Os campos") é um canal  pan-arabista de televisão  por satélite lançado em 11 de junho de 2012, em Beirute, Líbano. Sua programação é predominantemente jornalística, e a emissora tem correspondentes na maioria dos países árabes. À época da fundação da emissora, em 2012,muitos dos seus principais jornalistas eram antigos correspondentes e editores da rede Al Jazira, sediada no Catar, da qual Al Mayadin passou a ser concorrente. 
A programação é transmitida durante todo o dia, sem interrupções. Em setembro de 2013, o canal transmitia dez horas de reportagens por dia, sendo o restante do tempo preenchido por programas variados.
Ghassan bin Jiddo é o diretor-geral e diretor de programação da emissora. Anteriormente, foi diretor da  Al Jazira no Irão e em Beirute, além de apresentar um talk show no canal. Em 2011, pediu demissão da Al Jazira  por discordar da cobertura dada à Guerra Civil Síria pela emissora do Catar. Nayef Krayem, proprietário da Al Ittihad TV, sediada no Líbano, e antigo diretor da Al Manar TV, pertencente ao Hezbollah,  foi nomeado director-geral   mas demitiu-se um mês antes do início das operações de Al Mayadin.
O pessoal do canal inclui jornalistas libaneses como Sami Kulaib, Ali Hashem, o antigo correspondente de guerra da Al Jazeera, que se demitiu do canal Qatari  declarando que se recusou a transmitir imagens de militantes nas fronteiras sírias libanesas nos primeiros dias da revolta síria, Tal como Ghassan bin Jiddo, a maior parte dos funcionários do canal são os antigos correspondentes e editores da Al Jazeera.
Também George Galloway, deputado britânico, foi apresentador do canal em várias ocasiões, em 2013, 2014, 2016 e 2017.
A emissora é parte de um grupo de empresas de mídia que inclui uma empresa de produção, uma estação de rádio, um website, uma empresa de propaganda e outros empreendimentos correlatos. Além da sede, em Beirute,  mantém três escritórios regionais - um na Tunísia,  outro no  Cairo, com três repórteres e um grande estúdio, e um terceiro, em Teerã.Além disso, conta com  uma rede de correspondentes na Palestina (especificamente em  Gaza,  Ramallah e Jerusalém,  que fornecem notícias para o programa diário  intitulado Uma janela para a Palestina ) em Aman, Trípoli, Rabat, Cartum, Mauritânia e Comores. O correspondente em Damasco foi retirado em abril de 2014.Omar Abdel Qader, um cinegrafista sírio que trabalhava para Al Mayadin, foi morto por um sniper em Deir Ezzor, no dia 8 de março de 2014.
Segundo Ghassan bin Jiddo, o diretor,  a emissora é financiada com recursos de investidores árabes que não desejam ser identificados e desautoriza especulações, como a do produtor de TV libanês Omar Ibhais, o qual afirma que a emissora é uma joint venture entre iranianos e Rami Makhlouf, primo do presidente sírio Bashar al-Assad.
Em 6  de novembro de 2015, a operadora do satélite de TV Arabsat, controlada pela Arábia Saudita, suspendeu o acesso da Al Mayadin, impossibilitando suas transmissões por satélite. O motivo alegado foi a posição  editorial adotada pelo jornalismo de Al-Mayadin, notadamente na cobertura da intervenção militar saudita na guerra civil em curso no  Iêmen.